# La Chapelle-du-Mont-de-France
La Chapelle-du-Mont-de-France är en kommun i departementet Saône-et-Loire i regionen Bourgogne-Franche-Comté i östra Frankrike. Kommunen ligger i kantonen Matour som tillhör arrondissementet Mâcon. År 2022 hade La Chapelle-du-Mont-de-France 190 invånare.

## Befolkningsutveckling
Antalet invånare i kommunen La Chapelle-du-Mont-de-France
| Referens: INSEE |